# Senouillac
Sénouillac redirige ici.
Senouillac (également nommée Sénouillac localement) est une commune française située dans le département du Tarn, en région Occitanie. Sur le plan historique et culturel, la commune est dans le Gaillacois, un pays qui doit sa notoriété à la qualité de ses vins.
Exposée à un climat continental altéré, elle est drainée par le ruisseau de Vieulac, le ruisseau de la Saudronne, le ruisseau de Pré-Long et par deux autres cours d'eau.
Senouillac est une commune rurale qui compte 1 123 habitants en 2022, après avoir connu une forte hausse de la population depuis 1975. Elle est dans l'agglomération de Gaillac et fait partie de l'aire d'attraction d'Albi. Ses habitants sont appelés les Sénouillacois ou  Sénouillacoises.

## Géographie
Commune de l'aire urbaine de Gaillac située à 7 km au nord-est de Gaillac, sur un coteau surplombant la vallée du Tarn.

### Communes limitrophes
Senouillac est limitrophe de cinq autres communes.
Les communes limitrophes sont  Cahuzac-sur-Vère, Fayssac, Gaillac, Labastide-de-Lévis et Rivières.
| Cahuzac-sur-Vère |            | Fayssac            |
|                  | Senouillac | Labastide-de-Lévis |
| Gaillac          | Rivières   |                    |

### Lieux-dits ou hameaux

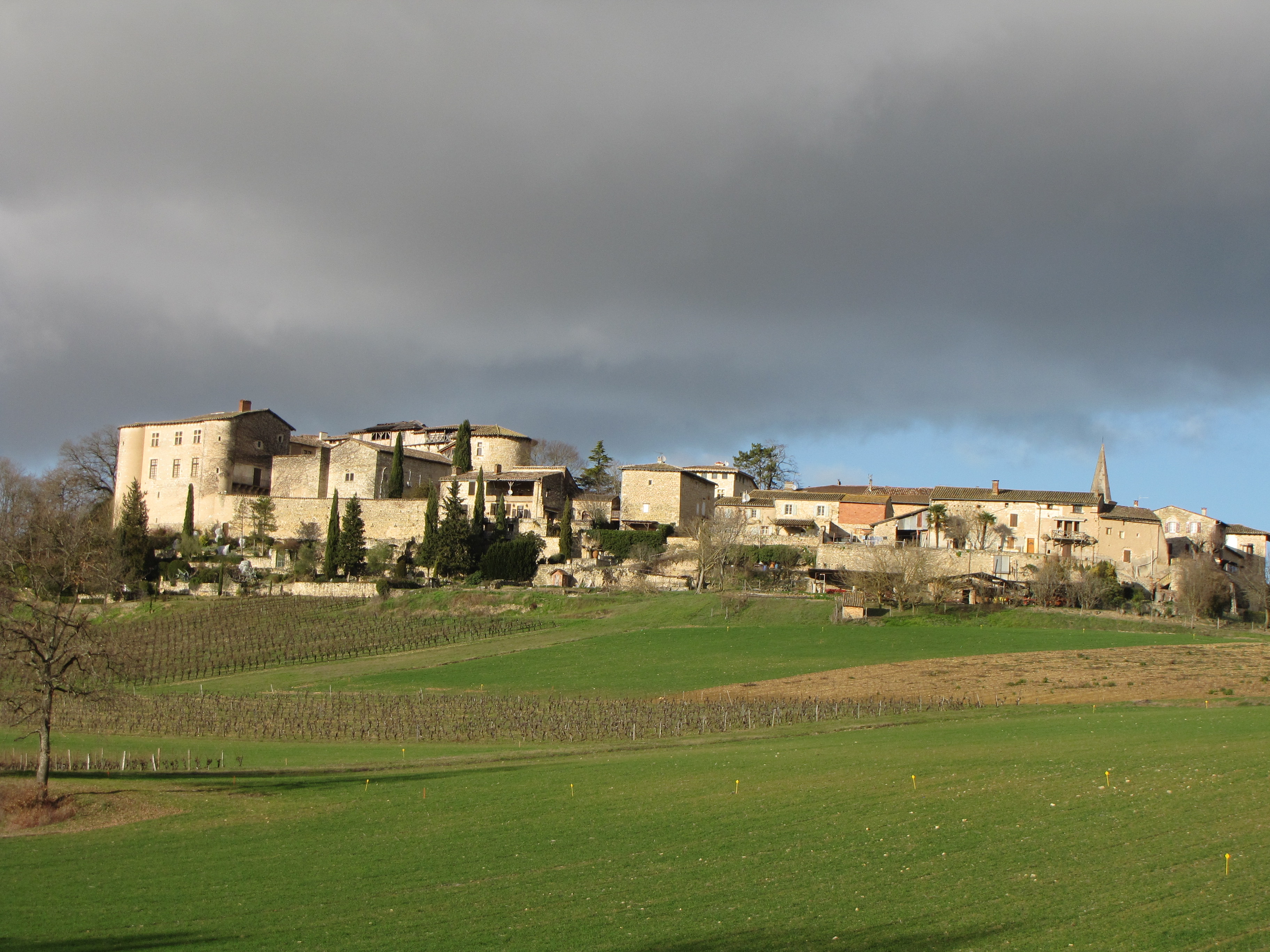
Vue du hameau de Mauriac.

La municipalité de Senouillac a recensé 37 lieux-dits ou hameaux sur le territoire communal, comme Mauriac, la Bassetié, le Bosc, la Garenne, les Cances ou Gatens.

### Hydrographie
La commune est traversée par deux cours d'eau principaux :
- le ruisseau de la Saudronne, un affluent du Tarn[2], qui irrigue l'ouest du territoire communal ;
- le ruisseau de Vieulac, également affluent du Tarn[3], qui forme pratiquement la limite est de la commune et qui est rejoint, sur le territoire communal, par deux affluents :
  - le ruisseau de Pré-Long, d'une longueur de 5 km[4], qui conflue avec le ruisseau de Vieulac sur la limite communale entre Fayssac et Senouillac ;
  - le ruisseau de Gatens, d'une longueur de 3,8 km[5], qui prend sa source à Senouillac, près du hameau de Gatens, et ne sort pas de la commune.

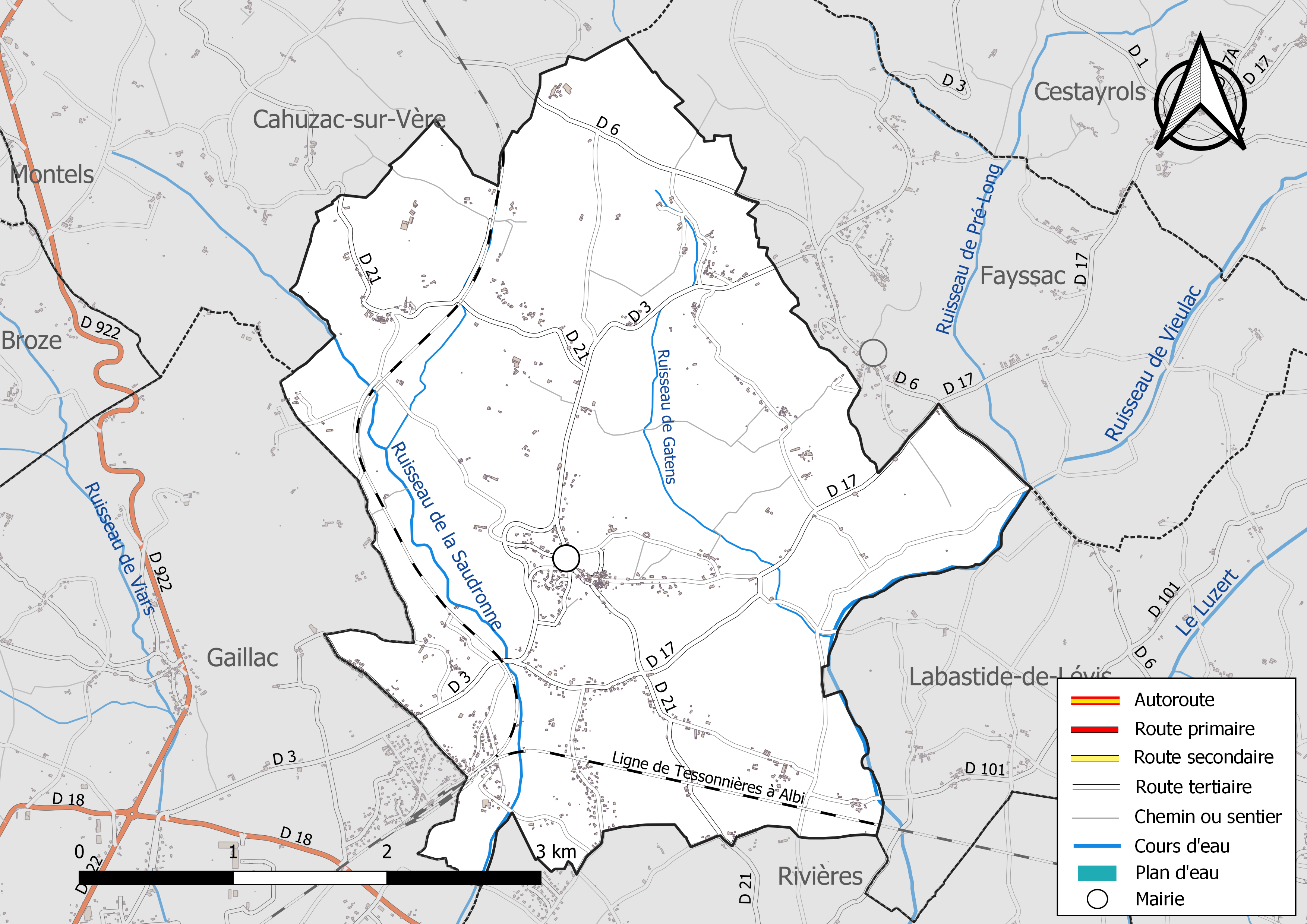
Réseaux hydrographique et routier de Senouillac.

### Géologie et relief
La superficie de la commune est de 1 501 hectares ; son altitude varie de 147  à   245 mètres.

### Climat
Pour des articles plus généraux, voir Climat de l'Occitanie et Climat du Tarn.
En 2010, le climat de la commune est de type climat du Bassin du Sud-Ouest, selon une étude du Centre national de la recherche scientifique s'appuyant sur une série de données couvrant la période 1971-2000. En 2020, Météo-France publie une typologie des climats de la France métropolitaine dans laquelle la commune est exposée à un climat océanique altéré et est dans la région climatique Aquitaine, Gascogne, caractérisée par une pluviométrie abondante au printemps, modérée en automne, un faible ensoleillement au printemps, un été chaud (19,5 °C), des vents faibles, des brouillards fréquents en automne et en hiver et des orages fréquents en été (15 à 20 jours).
Pour la période 1971-2000, la température annuelle moyenne est de 13 °C, avec une amplitude thermique annuelle de 15,9 °C. Le cumul annuel moyen de précipitations est de 786 mm, avec 10,4 jours de précipitations en janvier et 5,2 jours en juillet. Pour la période 1991-2020, la température moyenne annuelle observée sur la station météorologique de Météo-France la plus proche, « Albi », sur la commune du Sequestre à 12 km à vol d'oiseau, est de 13,8 °C et le cumul annuel moyen de précipitations est de 733,9 mm. 
La température maximale relevée sur cette station est de 42,3 °C, atteinte le 23 août 2023 ; la température minimale est de −20,4 °C, atteinte le 16 janvier 1985,,.
Les paramètres climatiques de la commune ont été estimés pour le milieu du siècle (2041-2070) selon différents scénarios d'émission de gaz à effet de serre à partir des nouvelles projections climatiques de référence DRIAS-2020. Ils sont consultables sur un site dédié publié par Météo-France en novembre 2022.

### Milieux naturels et biodiversité
Aucun espace naturel présentant un intérêt patrimonial n'est recensé sur la commune dans l'inventaire national du patrimoine naturel,,.

## Urbanisme

### Typologie
Au 1er janvier 2024, Senouillac est catégorisée commune rurale à habitat dispersé, selon la nouvelle grille communale de densité à sept niveaux définie par l'Insee en 2022.
Elle appartient à l'unité urbaine de Gaillac, une agglomération intra-départementale regroupant trois  communes, dont elle est une commune de la banlieue,,. Par ailleurs la commune fait partie de l'aire d'attraction d'Albi, dont elle est une commune de la couronne,. Cette aire, qui regroupe 91 communes, est catégorisée dans les aires de 50 000 à moins de 200 000 habitants,.

### Occupation des sols
L'occupation des sols de la commune, telle qu'elle ressort de la base de données européenne d’occupation biophysique des sols Corine Land Cover (CLC), est marquée par l'importance des territoires agricoles (96,1 % en 2018), en diminution par rapport à 1990 (100 %). La répartition détaillée en 2018 est la suivante : 
cultures permanentes (41,8 %), terres arables (30,8 %), zones agricoles hétérogènes (23,5 %), zones urbanisées (3,9 %). L'évolution de l’occupation des sols de la commune et de ses infrastructures peut être observée sur les différentes représentations cartographiques du territoire : la carte de Cassini (XVIIIe siècle), la carte d'état-major (1820-1866) et les cartes ou photos aériennes de l'IGN pour la période actuelle (1950 à aujourd'hui).

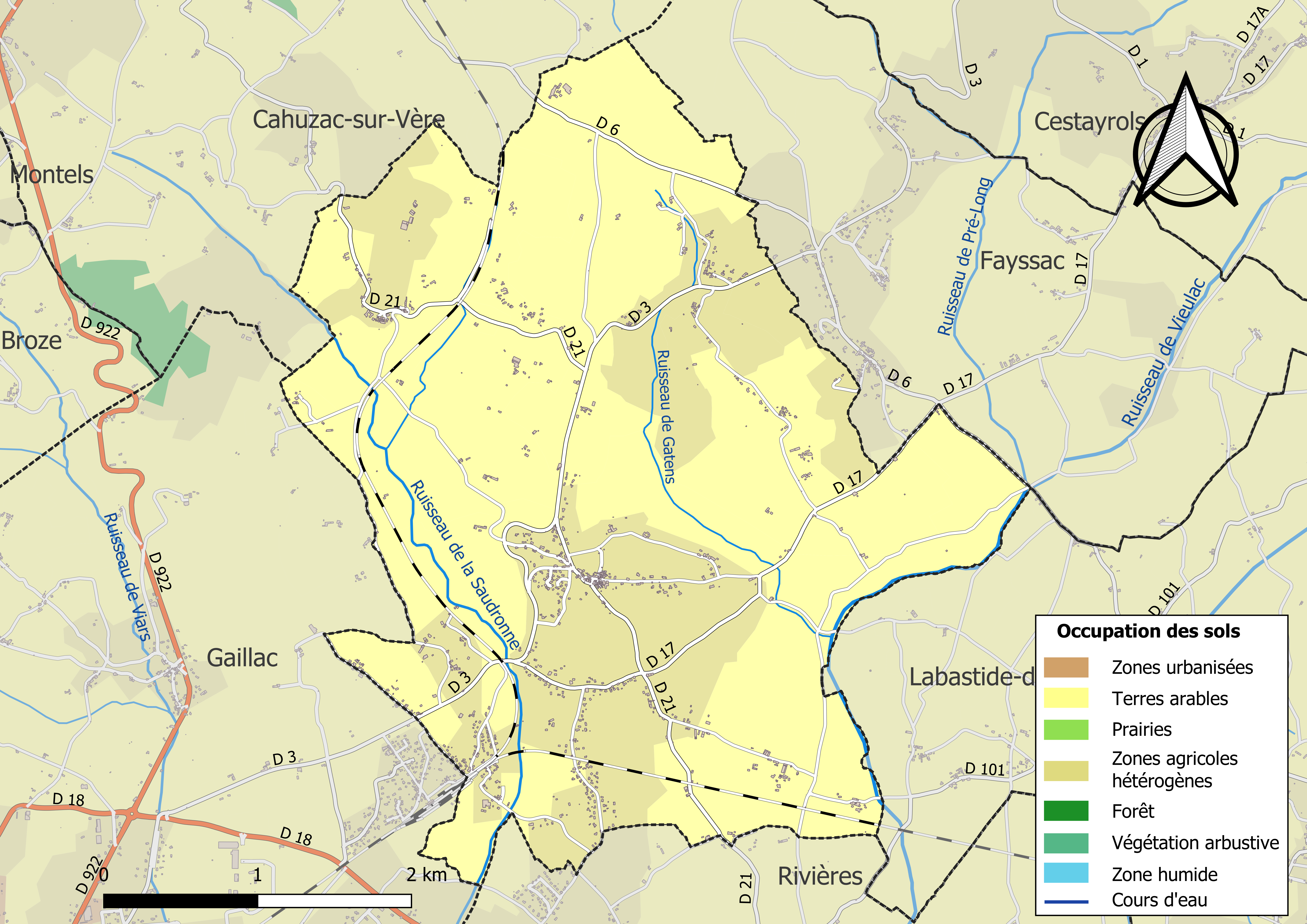
Carte des infrastructures et de l'occupation des sols de la commune en 2018 (CLC).

### Risques majeurs
Le territoire de la commune de Senouillac est vulnérable à différents aléas naturels : météorologiques (tempête, orage, neige, grand froid, canicule ou sécheresse), inondations, mouvements de terrains et séisme (sismicité très faible). Il est également exposé à un risque technologique,  le transport de matières dangereuses. Un site publié par le BRGM permet d'évaluer simplement et rapidement les risques d'un bien localisé soit par son adresse soit par le numéro de sa parcelle.

#### Risques naturels
Certaines parties du territoire communal sont susceptibles d’être affectées par le risque d’inondation par débordement de cours d'eau, notamment le ruisseau de Vieulac. La cartographie des zones inondables en ex-Midi-Pyrénées réalisée dans le cadre du XIe Contrat de plan État-région, visant à informer les citoyens et les décideurs sur le risque d’inondation, est accessible sur le site de la DREAL Occitanie. La commune a été reconnue en état de catastrophe naturelle au titre des dommages causés par les inondations et coulées de boue survenues en 1982, 1988, 1992 et 1994,.
Senouillac est exposée au risque de feu de forêt. En 2022, il n'existe pas de Plan de Prévention des Risques incendie de forêt (PPRif). Le débroussaillement aux abords des maisons constitue l’une des meilleures protections pour les particuliers contre le feu,.

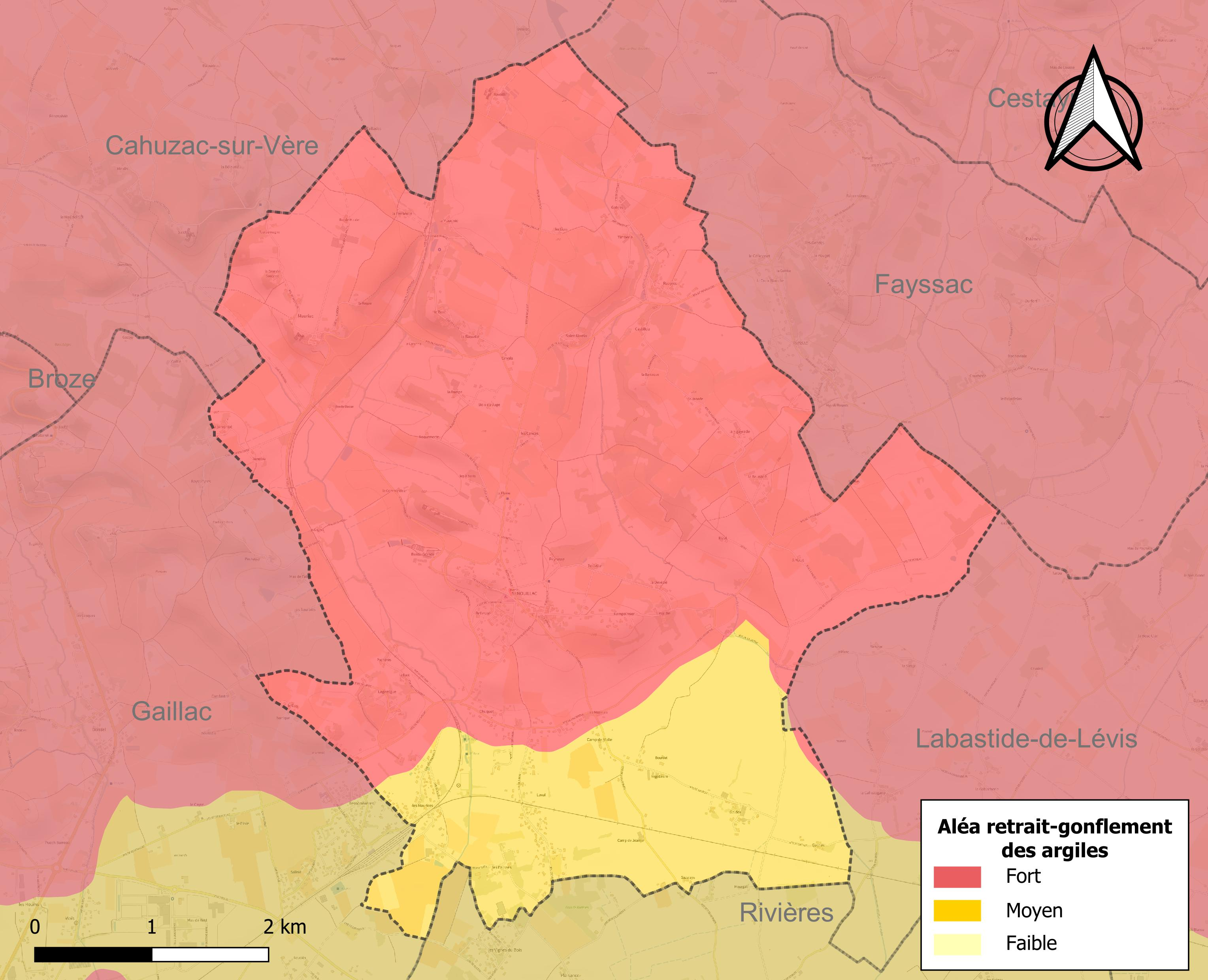
Carte des zones d'aléa retrait-gonflement des sols argileux de Senouillac.

La commune est vulnérable au risque de mouvements de terrains constitué principalement du retrait-gonflement des sols argileux. Cet aléa est susceptible d'engendrer des dommages importants aux bâtiments en cas d’alternance de périodes de sécheresse et de pluie. La totalité de la commune est en aléa moyen ou fort (76,3 % au niveau départemental et 48,5 % au niveau national). Sur les 512 bâtiments dénombrés sur la commune en 2019, 512 sont en aléa moyen ou fort, soit 100 %, à comparer aux 90 % au niveau départemental et 54 % au niveau national. Une cartographie de l'exposition du territoire national au retrait gonflement des sols argileux est disponible sur le site du BRGM,.
Par ailleurs, afin de mieux appréhender le risque d’affaissement de terrain, l'inventaire national des cavités souterraines permet de localiser celles situées sur la commune.

#### Risques technologiques
Le risque de transport de matières dangereuses sur la commune est lié à sa traversée par des infrastructures routières ou ferroviaires importantes ou la présence d'une canalisation de transport d'hydrocarbures. Un accident se produisant sur de telles infrastructures est susceptible d’avoir des effets graves sur les biens, les personnes ou l'environnement, selon la nature du matériau transporté. Des dispositions d’urbanisme peuvent être préconisées en conséquence.

## Toponymie
Le nom de la localité est attesté sous les formes Seillonac en 1229, Selhonac en 1259.
Ce n'est pas un dérivé de *Senullius. Cette erreur provient de la méconnaissance de la prononciation locale.
Même si localement la graphie « Sénouillac » existe, le nom officiel de la commune est « Senouillac », conformément au code officiel géographique.

## Politique et administration

### Administration municipale
Le nombre d'habitants au recensement de 2011 étant compris entre 500 et 1 499 habitants, le nombre de membres du conseil municipal pour l'élection de 2014 est de quinze,.

### Rattachements administratifs et électoraux
Commune faisant partie de la Gaillac Graulhet Agglomération et du canton des Deux Rives (avant le redécoupage départemental de 2014, Senouillac faisait partie de l'ex-canton de Gaillac) et avant le 1er janvier 2017 elle faisait partie de la communauté de communes Tarn et Dadou.

### Liste des maires
| Période                                  | Période   | Identité               | Étiquette | Qualité                 |
| ---------------------------------------- | --------- | ---------------------- | --------- | ----------------------- |
| Les données manquantes sont à compléter. |           |                        |           |                         |
| 1913                                     | 1919      | Albert Souquié,        |           |                         |
| 1919                                     | 1921      | Alain Soulié           |           |                         |
| 1921                                     | 1930      | Jean-Baptiste Souquié, |           |                         |
| av.1951                                  | ?         | Eloi Buffel            | Radical   | Propriétaire-exploitant |
| mars 2001                                | mars 2008 | Jean-Claude Pech       |           |                         |
| mars 2008                                | mars 2014 | Marie-Thérèse Plageole |           |                         |
| mars 2014                                | En cours  | Bernard Ferret         |           |                         |

## Population et société

### Démographie
L'évolution du nombre d'habitants est connue à travers les recensements de la population effectués dans la commune depuis 1793. Pour les communes de moins de 10 000 habitants, une enquête de recensement portant sur toute la population est réalisée tous les cinq ans, les populations de référence des années intermédiaires étant quant à elles estimées par interpolation ou extrapolation. Pour la commune, le premier recensement exhaustif entrant dans le cadre du nouveau dispositif a été réalisé en 2007.

En 2022, la commune comptait 1 123 habitants, en évolution de +1,91 % par rapport à 2016 (Tarn : +2,52 %, France hors Mayotte : +2,11 %).
| 1793 | 1800 | 1806 | 1821  | 1831 | 1836 | 1841 | 1846  | 1851 |
| ---- | ---- | ---- | ----- | ---- | ---- | ---- | ----- | ---- |
| 791  | 845  | 931  | 1 054 | 941  | 948  | 979  | 1 025 | 971  |

| 1856 | 1861 | 1866 | 1872 | 1876 | 1881 | 1886 | 1891 | 1896 |
| ---- | ---- | ---- | ---- | ---- | ---- | ---- | ---- | ---- |
| 917  | 876  | 935  | 961  | 985  | 968  | 946  | 868  | 838  |

| 1901 | 1906 | 1911 | 1921 | 1926 | 1931 | 1936 | 1946 | 1954 |
| ---- | ---- | ---- | ---- | ---- | ---- | ---- | ---- | ---- |
| 888  | 858  | 881  | 807  | 811  | 857  | 903  | 844  | 835  |

| 1962 | 1968 | 1975 | 1982 | 1990 | 1999 | 2006 | 2007 | 2012  |
| ---- | ---- | ---- | ---- | ---- | ---- | ---- | ---- | ----- |
| 815  | 775  | 687  | 788  | 879  | 835  | 977  | 997  | 1 084 |

| 2017  | 2022  | - | - | - | - | - | - | - |
| ----- | ----- | - | - | - | - | - | - | - |
| 1 109 | 1 123 | - | - | - | - | - | - | - |

| selon la population municipale des années : | 1968 | 1975 | 1982 | 1990 | 1999 | 2006 | 2009 | 2013 |
| Rang de la commune dans le département      | 69   | 82   | 65   | 69   | 70   | 68   | 63   | 66   |
| Nombre de communes du département           | 326  | 324  | 324  | 324  | 324  | 323  | 323  | 323  |

### Enseignement
Senouillac fait partie de l'académie de Toulouse.
La commune possède une école primaire.

### Culture
Marché tous les jeudis en fin d'après midi,

### Activités sportives
Chasse, randonnée pédestre, pétanque,

### Écologie et recyclage
La collecte et le traitement des déchets des ménages et des déchets assimilés ainsi que la protection et la mise en valeur de l'environnement se font dans le cadre de Gaillac Graulhet Agglomération,.

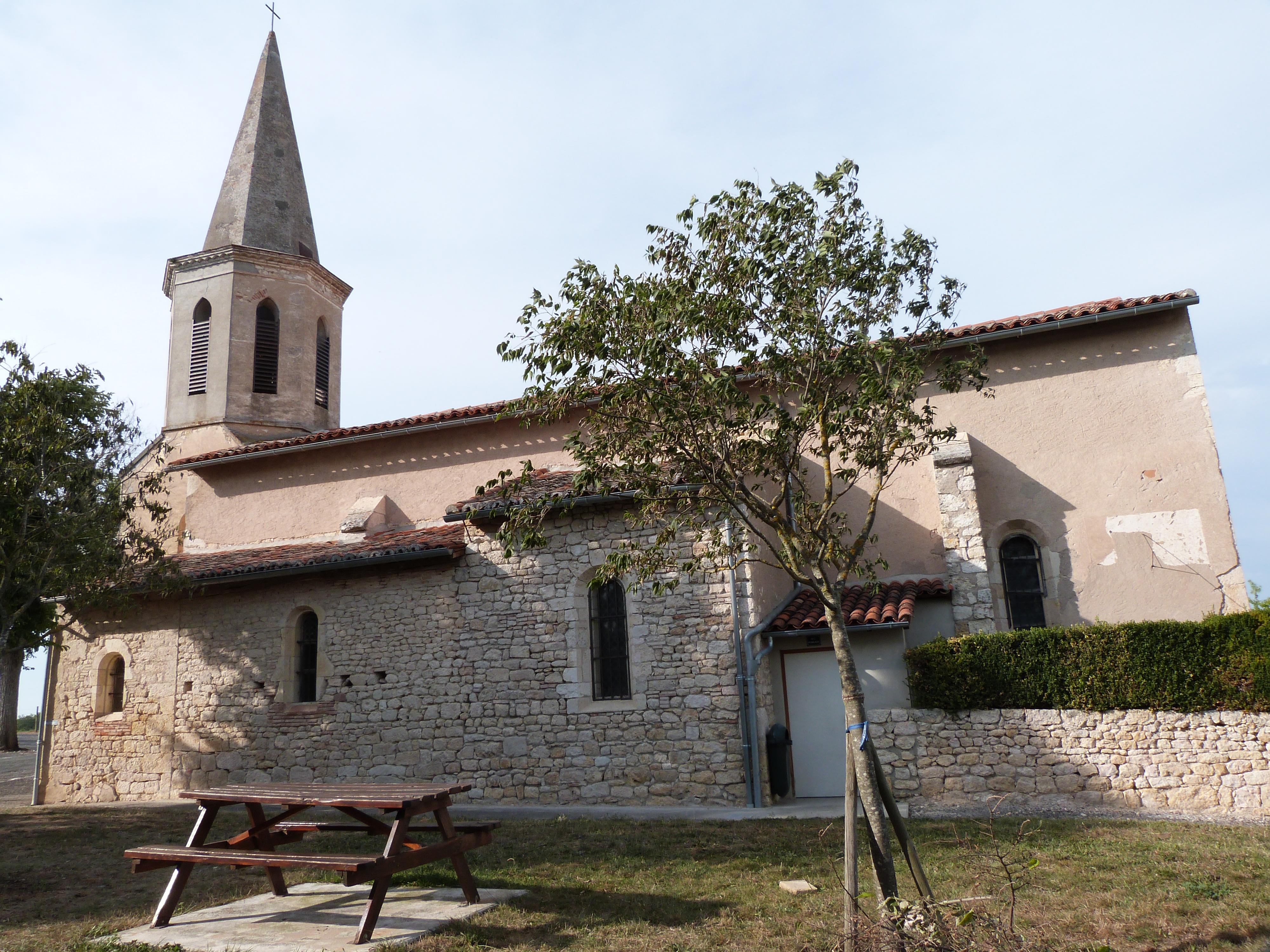
Église Saint-Martin de Mauriac

## Économie

### Revenus
En 2018, la commune compte 446 ménages fiscaux, regroupant 1 136 personnes. La médiane du revenu disponible par unité de consommation est de 20 750 € (20 400 € dans le département).

### Emploi
|                | 2008  | 2013  | 2018  |
| -------------- | ----- | ----- | ----- |
| Commune        | 5,3 % | 5,8 % | 8,2 % |
| Département    | 8,2 % | 9,9 % | 10 %  |
| France entière | 8,3 % | 10 %  | 10 %  |

En 2018, la population âgée de 15 à 64 ans s'élève à 650 personnes, parmi lesquelles on compte 75,6 % d'actifs (67,4 % ayant un emploi et 8,2 % de chômeurs) et 24,4 % d'inactifs,. Depuis 2008, le taux de chômage communal (au sens du recensement) des 15-64 ans est inférieur à celui de la France et du département.
La commune fait partie de la couronne de l'aire d'attraction d'Albi, du fait qu'au moins 15 % des actifs travaillent dans le pôle,. Elle compte 156 emplois en 2018, contre 149 en 2013 et 128 en 2008. Le nombre d'actifs ayant un emploi résidant dans la commune est de 444, soit un indicateur de concentration d'emploi de 35,1 % et un taux d'activité parmi les 15 ans ou plus de 55,9 %.
Sur ces 444 actifs de 15 ans ou plus ayant un emploi, 104 travaillent dans la commune, soit 24 % des habitants. Pour se rendre au travail, 86,5 % des habitants utilisent un véhicule personnel ou de fonction à quatre roues, 3,2 % les transports en commun, 3,1 % s'y rendent en deux-roues, à vélo ou à pied et 7,2 % n'ont pas besoin de transport (travail au domicile).

### Activités hors agriculture

#### Secteurs d'activités
71 établissements sont implantés  à Senouillac au 31 décembre 2019. Le tableau ci-dessous en détaille le nombre par secteur d'activité et compare les ratios avec ceux du département,.
| Secteur d'activité                                                                                        | Commune | Commune | Département |
| Secteur d'activité                                                                                        | Nombre  | %       | %           |
| --- | ------- | ------- | ----------- |
| Ensemble                                                                                                  | 71      | 100 %   | (100 %)     |
| Industrie manufacturière, industries extractives et autres                                                | 9       | 12,7 %  | (13 %)      |
| Construction                                                                                              | 7       | 9,9 %   | (12,5 %)    |
| Commerce de gros et de détail, transports, hébergement et restauration                                    | 13      | 18,3 %  | (26,7 %)    |
| Information et communication                                                                              | 1       | 1,4 %   | (2,1 %)     |
| Activités financières et d'assurance                                                                      | 3       | 4,2 %   | (3,3 %)     |
| Activités immobilières                                                                                    | 4       | 5,6 %   | (4,2 %)     |
| Activités spécialisées, scientifiques et techniques et activités de services administratifs et de soutien | 14      | 19,7 %  | (13,8 %)    |
| Administration publique, enseignement, santé humaine et action sociale                                    | 11      | 15,5 %  | (15,5 %)    |
| Autres activités de services                                                                              | 9       | 12,7 %  | (9 %)       |

Le secteur des activités spécialisées, scientifiques et techniques et des activités de services administratifs et de soutien est prépondérant sur la commune puisqu'il représente 19,7 % du nombre total d'établissements de la commune (14 sur les 71 entreprises implantées  à Senouillac), contre 13,8 % au niveau départemental.

#### Entreprises et commerces
Les deux entreprises ayant leur siège social sur le territoire communal qui génèrent le plus de chiffre d'affaires en 2020 sont : 
- Les Vignobles Gayrel SAS, vinification (8 781 k€)
- RF Agency, conseil en relations publiques et communication (48 k€)
- Chambres d'hôtes le Val de la Garenne, Hébergement de charme

### Agriculture
La commune est dans le Gaillacois, une petite région agricole au sous-sol argilo-graveleux et/ou calcaire dédiée à la viticulture depuis plus de 2000 ans, située dans le centre-ouest du département du Tarn. En 2020, l'orientation technico-économique de l'agriculture  sur la commune est la viticulture. 
|               | 1988  | 2000  | 2010  | 2020  |
| ------------- | ----- | ----- | ----- | ----- |
| Exploitations | 61    | 37    | 33    | 32    |
| SAU (ha)      | 1 218 | 1 337 | 1 498 | 1 808 |

Le nombre d'exploitations agricoles en activité et ayant leur siège dans la commune est passé de 61 lors du recensement agricole de 1988  à 37 en 2000 puis à 33 en 2010 et enfin à 32 en 2020, soit une baisse de 48 % en 32 ans. Le même mouvement est observé à l'échelle du département qui a perdu pendant cette période 58 % de ses exploitations,. La surface agricole utilisée sur la commune a quant à elle augmenté, passant de 1 218 ha en 1988 à 1 808 ha en 2020. Parallèlement la surface agricole utilisée moyenne par exploitation a augmenté, passant de 20 à 57 ha.

## Culture locale et patrimoine

### Lieux et monuments
- Église Saint-Martin de Mauriac. L'édifice est référencé dans la base Mérimée et à l'Inventaire général Région Occitanie[53].
- Église Saint-Pierre de Senouillac. L'édifice est référencé dans la base Mérimée et à l'Inventaire général Région Occitanie[54].

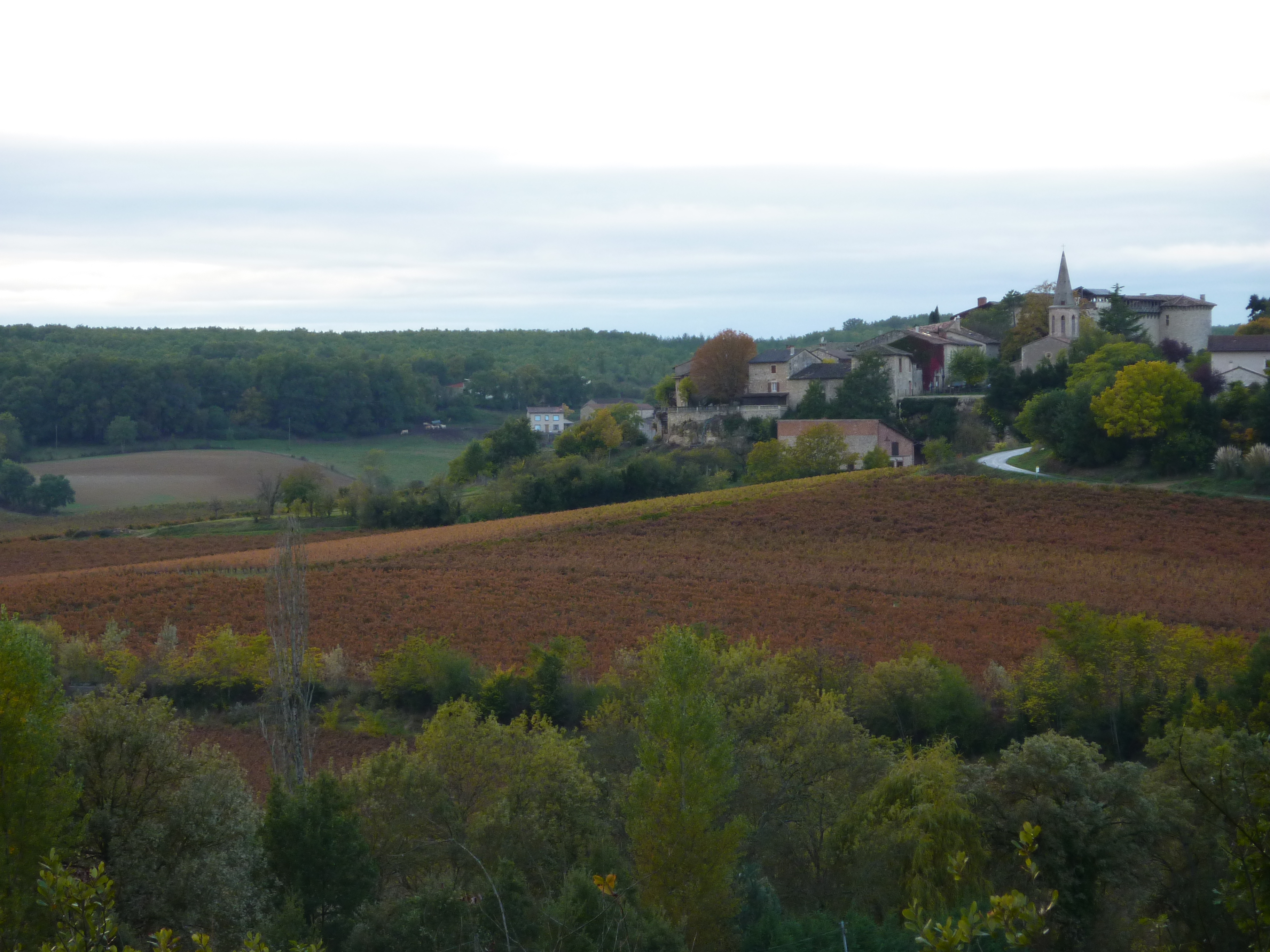
Vue du hameau de Mauriac depuis celui de la Bassetié. On peut notamment y distinguer le chateau de Mauriac ainsi que l'église du hameau.

Il y a quatre châteaux à Senouillac : le château de la Bonnette, le château de Linardié, le château de Saint-Martial et le château de Mauriac.
Bien qu'il ne soit pas sur le territoire de la commune (Cahuzac-sur-Vère), on peut aussi citer le château de Salettes qui fait face à celui de Mauriac et avec lequel il fut souvent en conflit.

### Personnalités liées à la commune
- Georges Cahuzac, acteur né à Senouillac (1871-1956).
- Michel Tapié (de son nom complet, Michel Tapié de Céleyran), critique d'art français, né le 26 février 1909 au château de Mauriac et mort en 1987 à Paris.
- Jean Sabin.
- Maison Alaman.

### Héraldique
| Senouillac | Son blasonnement est : De gueules à la croix cléchée, vidée et pommetée de douze pièces d'or, à l'écusson aussi d'or au coq du champ et à la bordure crénelée d'azur chargée en chef de trois fleurs de lys d'or, brochant en abîme sur le tout. |